# NGC 3137
NGC 3137 is een balkspiraalstelsel in het sterrenbeeld Luchtpomp. Het hemelobject werd op 5 februari 1837 ontdekt door de Britse astronoom John Herschel.

## Synoniemen
- ESO 435-47
- MCG -5-24-24
- UGCA 203
- AM 1006-284
- IRAS10068-2849
- PGC 29530